# Wolfgang Dax
Wolfgang Dax (* 18. Oktober 1939 in Hatzendorf) ist ein österreichischer Politiker (ÖVP) und Rechtsanwalt. Dax war von 1977 bis 1996 Abgeordneter zum Burgenländischen Landtag und ab 1991 dessen Präsident.

## Ausbildung und Beruf
Dax wurde als Sohn des Bezirkshauptmanns von Oberwart, Julius Dax, geboren. Er besuchte nach der Volksschule und einer Klasse der Hauptschule Jennersdorf das Bundesrealgymnasium Fürstenfeld, das er 1957 mit der Matura abschloss. Danach studierte er  Rechtswissenschaften an der Universität Graz und schloss sein Studium 1961 mit dem akademischen Grad Dr.jur. ab. Nachdem er zwischen 1961 und 1962 seine Gerichtspraxis am Bezirksgericht Jennersdorf absolviert hatte, trat er am 2. Mai 1962 in den Dienst des Amtes der Burgenländischen Landesregierung ein, wobei er zunächst in der Gewerbeabteilung eingesetzt war. 1963 leistete er den Wehrdienst ab und war danach ab 1963 Bezirkshauptmann des Bezirks Eisenstadt-Umgebung und ab 1964 Bezirkshauptmann-Stellvertreter im Bezirk Güssing. Dax war bis 1977 als Bezirkshauptmann-Stellvertreter von Güssing tätig und war danach beruflich als Landtagsabgeordneter aktiv. Nach dem Ende seiner politischen Karriere wurde Dax 1996 juristischer Mitarbeiter der Rechtsanwaltskanzlei Dax & Partner.
Sein Enkel Christian Dax (SPÖ) wurde ebenfalls Politiker.

## Politik
Dax wurde im Juni 1976 Mitglied der ÖVP-Stadtparteileitung Güssing und übernahm im Oktober 1976 die Funktion des geschäftsführenden Stadtparteiobmanns. Er wurde zeitgleich auch Mitglied der Bezirksparteileitung Güssing und am 27. Oktober 1977 als Landtagsabgeordneter angelobt. Zudem wirkte er von 1979 bis 1993 als Bezirksparteiobmann der ÖVP-Güssing stieg 1986 zum geschäftsführenden Klubobmann der ÖVP Burgenland auf und wurde am 18. Juli 1991 zum Burgenländischen Landtagspräsidenten gewählt. Per 27. Juni 1996 schied er aus dem Landtag aus.
Neben seinen politischen Funktionen war Dax von 1989 bis 1996 auch als Präsident des Sozialen Hilfswerkes Burgenland aktiv, zudem wirkte er als Präsident des Roten Kreuzes Burgenland. Ab 1992 übernahm er zudem das Amt des Präsidenten der Burgenländischen Juristischen Gesellschaft.

## Ehrungen
- 1994: Ritter des päpstlichen Silvesterordens[2]
- 2014: Goldene Ehrennadel mit Brillant des Burgenländischen Hilfswerks[3]